# هوغو ليبي
هوغو ليبي (بالإسبانية: Hugo Lepe)‏ هو لاعب كرة قدم تشيلي في مركز الدفاع، ولد في 14 أبريل 1940 في سانتياغو في تشيلي، وتوفي في 4 يوليو 1991 في تشيلي. شارك مع منتخب تشيلي لكرة القدم. أما مع النوادي، فقد لعب مع نادي أونيفرسيداد دي تشيلي.

## وصلات خارجية
- هوغو ليبي على موقع الاتحاد الدولي (مؤرشف)  (الإنجليزية)
- هوغو ليبي على موقع ناشيونال فوتبول تيمز (الإنجليزية)
- هوغو ليبي على موقع عالم كرة القدم.نت (الإنجليزية)